# L'Osservatore Romano
L'Osservatore Romano är den Heliga Stolens dagstidning, grundad 1861. 
L'Osservatore Romano, vars första nummer utkom den 1 juli 1861, publiceras även i sex veckoeditioner på franska, italienska, engelska, spanska, portugisiska och tyska samt i en månadsedition på polska.
Den engelska versionen av tidningen utkommer i 130 länder världen över.